# Школьников, Алексей Михайлович
Алексе́й Миха́йлович Шко́льников (2 [15] января 1914, Егорьевск, Рязанская губерния, Российская империя — 7 февраля 2003, Москва, Россия) — советский государственный и партийный деятель, председатель Комитета народного контроля СССР (1974—1987), Герой Социалистического Труда.

## Биография
В 1933 г. окончил индустриальный техникум, в 1952 г. — Высшую партийную школу при ЦК ВКП(б). Явллялся секретарем партийного комитета ВПШ.
В 1933—1943 гг. — начальник смены, старший мастер, начальник котельной, начальник цеха, главный энергетик завода, Пермь.

### Партийная карьера
- 1943—1945 гг. — заместитель секретаря, заведующий отделом Пермского областного комитета ВКП(б),
- 1945—1947 гг. — уполномоченный КПК при ЦК ВКП(б) по Владимирской и Воронежской областям,
- 1947—1949 гг. — второй секретарь Калужского областного комитета ВКП(б),
- 1952 г. — инструктор, заведующий подотделом ЦК ВКП(б),
- 1952—1955 гг. — первый секретарь Тамбовского областного комитета ВКП(б)-КПСС,
- 1955—1960 гг. — первый секретарь Воронежского областного комитета КПСС, с его руководством связана анекдотическая «история с рельсами» — Школьников приказал директорам областных хозяйств показать Н. С. Хрущеву деятельную уборку урожая, для чего работники совхозов и колхозов сняли рельсы с запасных путей и таскали их на буксире тракторов по полям, изображая, что те убраны.
- 1960—1963 гг. — первый секретарь Сталинградского — Волгоградского областного комитета КПСС,
- 1963—1964 гг. — первый секретарь Волгоградского сельского областного комитета КПСС. На октябрьском, 1964 года, пленуме ЦК КПСС, резко выступил против политики Н.С Хрущёва, в области сельского хозяйства, и разделения партийных органов на «промышленные» и «сельские»,
- 1964—1965 гг. — первый секретарь Волгоградского областного комитета КПСС.

### Работа в правительстве
- 1965—1974 гг. — первый заместитель председателя Совета Министров РСФСР,
- 1974—1987 гг. — председатель Комитета народного контроля СССР.

С февраля 1987 г. — персональный пенсионер союзного значения.
Член ЦК КПСС (1956—1989), кандидат в члены ЦК КПСС (1952—1956), депутат Верховного Совета СССР 4-11-го созывов

Могила Школьникова на Кунцевском кладбище Москвы.

Похоронен на Кунцевском кладбище в Москве.

## Семья
Жена — Школьникова Елизавета Ивановна (1916—2012). Трое детей: сыновья Виктор (род. 1940) и Борис (1952—2013) — муж певицы Елены Школьниковой, зять П. Н. Демичева; дочь Вера.

## Награды
- Герой Социалистического Труда,
- шесть орденов Ленина,
- орден Трудового Красного Знамени.
- Почётная грамота Правительства Российской Федерации (5 января 1999) — за заслуги перед государством, многолетний добросовестный труд и в связи с 85-летием со дня рождения

## Память
15 января 2009 в Москве на доме на улице Спиридоновка, где жил А. М. Школьников, открыта мемориальная доска (автор — народный художник России С. А. Щербаков).